# Пърл Харбър (филм)
„Пърл Харбър“ (на английски: Pearl Harbor) е военен филм от 2001 г. с участието на Бен Афлек, Джош Хартнет, Кейт Бекинсейл, Куба Гудинг-младши, Джон Войт, Том Сайзмор, Алек Боудуин, Карл-Тщки Тагава, Мако, Дженифър Гарнър, Джейми Кинг. Филмът печели един „Оскар“ и е номиниран за други три.

## „Пърл Харбър“ в България
Филмът се излъчваше на 2 февруари 2015 г. по Kino Nova. Екипът се състои от:
| Преводач            | Миряна Мезеклиева                                                                                           |
| Режисьор на дублажа | Димитър Кръстев                                                                                             |
| Тонрежисьор         | Венцислав Станков                                                                                           |
| Озвучаващи артисти  | Христина Ибришимова Даниела Йорданова Димитър Иванчев Симеон Владов Здравко Методиев Стефан Сърчаджиев-Съра |